# Mona Fandey
Mona Fandey, pseudonimo di Nur Maznah binti Ismail (Kangar, 1º gennaio 1956 – Kajang, 2 novembre 2001), è stata una criminale malese.
Condannata a morte per l'efferato omicidio del politico Mazlan Idris, è stata giustiziata nel 2001. Il suo caso sconvolse il paese, e rimane una dei criminali più controversi della storia del sud-est asiatico.

## Biografia
Nei primi anni di vita divenne un prodigio del balletto, per poi tentare una carriera musicale adottando il nome d'arte di Mona Fandey. Nei primi anni '80 produsse il suo primo e unico album, Diana, di genere pop, e ottenne un moderato successo sul piccolo schermo malese.
Il successo tuttavia non fu duraturo, e nel periodo successivo abbandonò la carriera musicale; ebbe in seguito una vita privata instabile, sposandosi tre volte. Proprio col terzo marito, Mohammad Nohd Affandi, cominciò a vivere di espedienti, dedicandosi infine all'occultismo e spacciandosi per una strega, riscuotendo molto successo grazie alla diffusa superstizione locale. Ossessionata dalla fama, conduceva uno stile di vita dispendioso e stravagante, finanziato in larga parte dai guadagni derivati dalle sue truffe, che portarono lei e il marito ad essere improvvisamente molto ricchi.
La fama di Mona Fandey come strega le fece guadagnare il favore di Mazlan Idris, un politico che ambiva a diventare governatore di Pahang, il quale le chiese aiuto per avere successo. Mona Fandey gli vendette dapprima un supposto talismano appartenuto a Sukarno per 2 500 000 ringgit (circa 650 000 dollari), convincendolo poi a praticare un rituale magico per ottenere maggiore successo. Il 6 luglio 1993, mentre Idris si sottoponeva al rito, Juraimi Hussein, l'assistente di Mona e del marito, lo decapitò uccidendolo, e subito dopo i tre sottrassero il denaro e le carte di credito in suo possesso e ne smembrarono il corpo, nascondendolo in una delle case di Fandey.
Dopo la scomparsa di Mazlan Idris, Mona Fandey e Nohd Affandi effettuarono una prolungata sessione di shopping compulsivo spendendo un'enorme quantità di denaro, e ciò insospettì le autorità malesi, che collegarono le loro spese ai conti di Idris; i coniugi e il loro assistente vennero infine arrestati e processati per l'omicidio del politico, venendo riconosciuti colpevoli nel 1995 e condannati a morte. Una richiesta di grazia venne respinta nel marzo 2001, e Fandey, Affandi e Juraimi Hussein vennero infine giustiziati tramite impiccagione il 2 novembre successivo, nella prigione di Kajang.

## Influenza culturale
I crimini e il destino finale di Mona Fandey impressionarono enormemente la società malese, tanto da farla assurgere nella stregoneria locale al rango di "spirito maligno". Nel 2006 venne prodotto il film Dukun, basato sulla sua vita; tuttavia le autorità malesi, in seguito alle proteste della sua famiglia, censurarono la pellicola, prima rimandandone l'uscita al 2007 e poi proibendola. Il film venne rilasciato solamente nel 2018.